# Estelle (musiker)
Estelle Fanta Swaray (født 18. januar 1980) almindeligt kendt som Estelle, og tidligere som Est'elle, er en engelsk R & B singer-songwriter, rapper og pladeproducer.
Hun udsendte i slutningen af marts 2008 et helt nyt album med titlen Shine, hvor man bl.a. finder singlen American Boy med Kanye West, der har ligget i toppen af den engelske singlehitliste.
Nummeret No Substitute Love, bygger delvist på George Michael's Faith og Lyndon Roberts' Substitute Lover. I musikvideoen er der desuden gæsteoptræden af Kelly Rowland og vinderen af Heidi Klum's tv-show Project Runway, Christian Siriano.
Estelle udgiver sin musik via sit eget selskab Stellar Ents, hvor debuten The 18th Day så dagens lys i 2004 og indeholdt singlerne 1980, Free og Gone.
Estelle har tidligere fået hjælp af prominente navne inden for hiphop- og R&B-genren bl.a. will.i.am, Wyclef Jean, Cee-Lo, producer-teamet Swizz Beatz og John Legend.